# Praxis pietatis melica
Praxis pietatis melica (en français : Pratique de la piété par la poésie chorale) est un hymnaire protestant publié en 1647 par Johann Crüger. Ce recueil, paru en quarante-cinq éditions de 1647 à 1737, a été décrit comme étant « l'hymnaire luthérien le plus célèbre du XVIIe siècle ». Parmi les chorals publiés figurent notamment : Jesu, meine Freude, Herzliebster Jesu ou encore Nun danket alle Gott.

## Histoire
En 1647, Johann Crüger publie un hymnaire protestant, intitulé Praxis pietatis melica, contenant 383 textes et 170 hymnes. Il s'agit du deuxième hymnaire publié par Johann Crüger après un premier édité en 1640 intitulé Newes vollkömliches Gesangbuch.
L'ouvrage a fait l'objet de quarante-cinq éditions jusqu'en 1737. Entre le milieu du XVIIe et le milieu du XVIIIe siècle, Praxis pietatis melica est l'hymnaire protestant le plus diffusé dans les pays germanophones.